# Cyrtodactylus feae
Espèce
Synonymes
- Gymnodactylus feae Boulenger, 1893

Statut de conservation UICN

 DD  : Données insuffisantes
Cyrtodactylus feae est une espèce de geckos de la famille des Gekkonidae.

## Répartition
Cette espèce est endémique de Birmanie.

## Étymologie
Cette espèce est nommée en l'honneur de Leonardo Fea.

## Publication originale
- Boulenger, 1893 : Concluding report on the reptiles and batrachians obtained in Burma by Signor L. Fea, dealing with the collection made in Pegu and the Karin Hills in 1887–88. Annali del Museo Civico di Storia Naturale di Genova, sér. 2, vol. 13, p. 304–347 (texte intégral).